# نیکولا آکسنتیویچ
نیکولا آکسنتیویچ (صربی: Nikola Aksentijević؛ زادهٔ ۹ مارس ۱۹۹۳) بازیکن فوتبال اهل صربستان است.
از باشگاه‌هایی که در آن بازی کرده‌است می‌توان به باشگاه فوتبال ویتس‌آرنهم، باشگاه فوتبال موسکرون، باشگاه فوتبال بئوگراد، و باشگاه فوتبال پارتیزان اشاره کرد.
وی همچنین در تیم‌های ملی فوتبال زیر ۲۱ سال صربستان، و صربستان بازی کرده‌است.